# Montreal Jazz
I Montreal Jazz sono stati una società di pallacanestro canadese con sede a Montréal, nel Québec.
Nacquero nel 2012 per partecipare al campionato della NBL Canada e scomparvero al termine della stagione.

## Stagioni
| Stagione | Lega       | Denominazione | V | P  | %   | Piazzamento | Play-off |
| -------- | ---------- | ------------- | - | -- | --- | ----------- | -------- |
| 2012-13  | NBL Canada | Montreal Jazz | 2 | 38 | 5,0 | 4º          | -        |